# Universidad de al-Azhar
La Universidad de al-Azhar  (en árabe: جامعة الأزهر الشريف; Al-ʾAzhar al-Šarīf) es una universidad pública ubicada en El Cairo, Egipto. Se trata de la universidad más antigua y una de las más prestigiosas en cuanto a enseñanza islámica. Asimismo, al-Azhar supervisa una red nacional de institutos y escuelas con dos millones de estudiantes.
Fundada en el año 970 por el Califato Fatimí como centro de aprendizaje del islam, sus estudiantes estudiaban el Corán y la ley islámica en detalle, así como la lógica, gramática, retórica… En la actualidad, es la principal institución de enseñanza del Islam y literatura árabe en todo el mundo. Además, con la reforma de 1961 se añadieron otras materias no religiosas al currículum de al-Azhar. Su biblioteca es la segunda más importante del país, solo por debajo de la Biblioteca Nacional y Archivos de Egipto. 
En mayo de 2005, Al-Azhar, en colaboración con una empresa de tecnología de la información de Dubái, IT Education Project (ITEP), puso en marcha el proyecto S.A. Mohammed bin Rashid Al Maktoum, proyecto para preservar los manuscritos de Al Azhar y publicarlos en línea (el "Proyecto Al-Azhar en línea") para, con el tiempo, publicar el acceso en línea a toda la colección de manuscritos raros de la biblioteca, que comprende unos siete millones de páginas de material.

## Características
La universidad incluye entre sus objetivos la propagación de la religión y la cultura islámicas. Con este fin, sus estudiosos islámicos (ulemas) emiten edictos (fetuas) sobre diversos litigios de todo el mundo islámico sunita en relación con la conducta adecuada que deben observar los individuos o las sociedades musulmanas (un ejemplo reciente es la aclaración y, por tanto, la prohibición de la mutilación genital femenina). 
Al-Azhar posee un plan de estudios de inspiración religiosa. Por un lado, presta especial atención al estudio del Corán y las tradiciones del profeta Mahoma, por otro lado, en cambio, enseña todos los campos de la ciencia moderna. En 1961 fueron introducidas facultades de ciencias aplicadas, tales como las facultades de Medicina e Ingeniería. Estas facultades combinan las ciencias empíricas con las ciencias religiosas.
La universidad se caracteriza por recibir, además de estudiantes egipcios, a varios millares de estudiantes extranjeros, en su inmensa mayoría procedentes de países no occidentales (5000 en 1998).  Los estudiantes musulmanes extranjeros gozan de los mismos derechos que los estudiantes egipcios.

## Historia

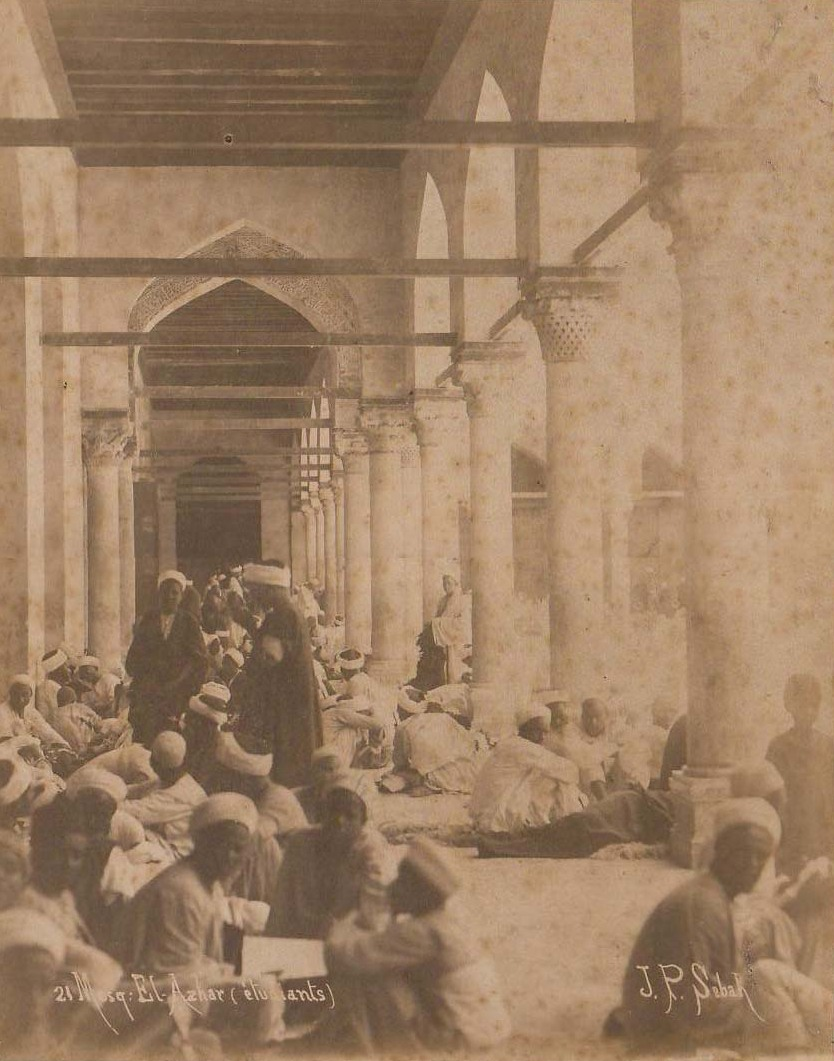
Estudiantes de la Al-Azhar en la década de 1880.

### Inicios con la dinastía fatimí

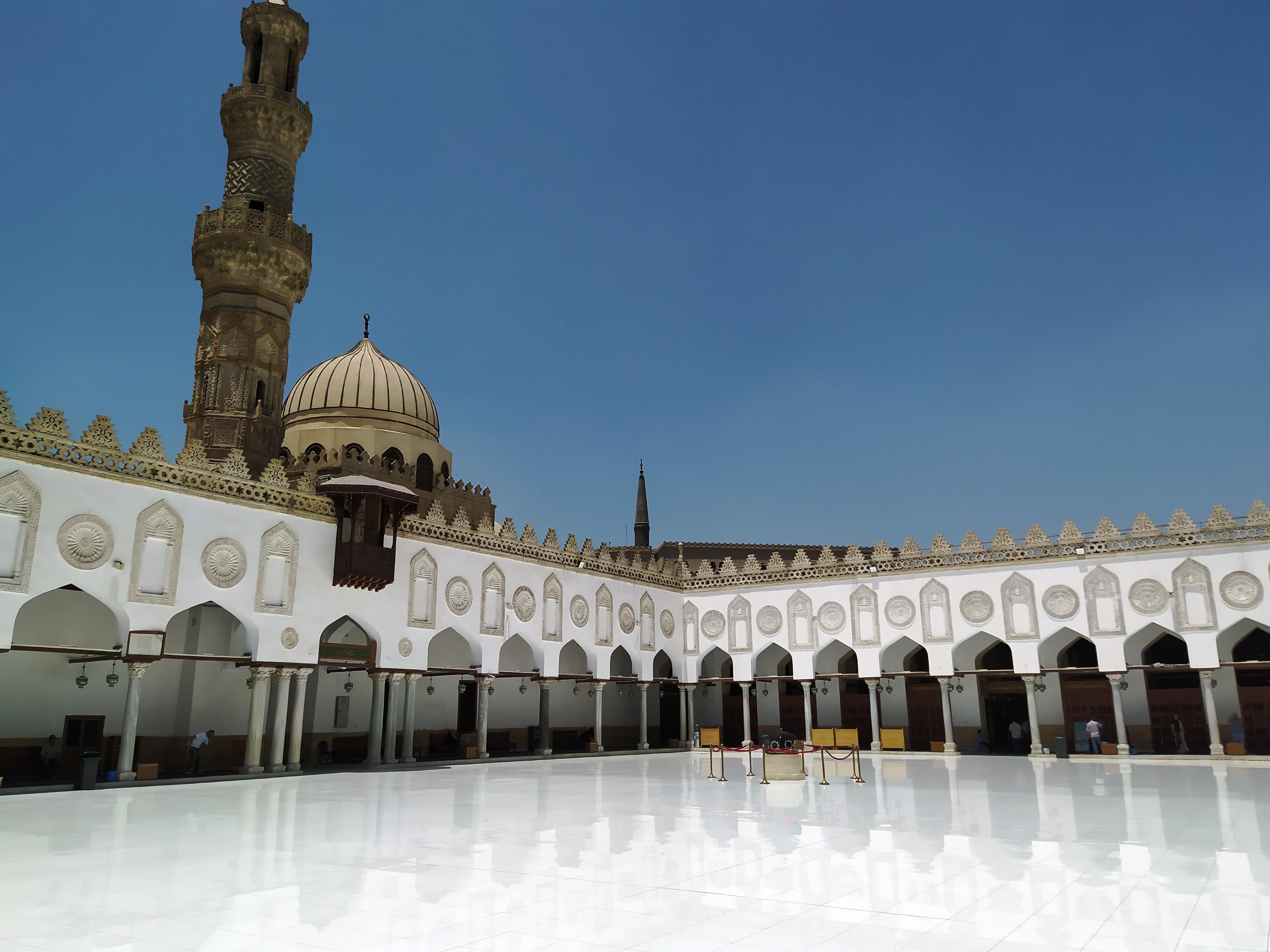
El patio de la mezquita de Al-Azhar, que data en gran parte del período fatimí.

Al-Azhar es una de las reliquias de la dinastía Fatimí (chií ismailí), que afirmaba descender de Fatimah, la hija del profeta Muhammad y esposa de Ali, cuñado y primo de Muhammad. Fatimah era conocida como Az-Zahra («la resplandeciente»), y la universidad fue nombrada en su honor. En su concepción original era una mezquita que ordenó construir el comandante Fatimí Chauhar al-Siqilí, siguiendo el dictamen del Califa e Imam Ma'ad al-Mu'izz li-Din Il-lah, al fundar la ciudad de El Cairo. 

Su construcción comenzó en Yumada al-awwal (quinto mes del calendario islámico, el cual consta de 30 días) en el año 359 AH (marzo/abril del 970 e.c) y terminó en el noveno Ramadán del año 361 AH (24 de junio del 972 e.c). Más tarde, tanto el califa al-Aziz Billah como el califa al-Hákim ampliaron sus instalaciones. Al-Azhar sería reparada, renovada y ampliada por al-Mustansir Billah y por al-Hafiz li-Din Allah. 

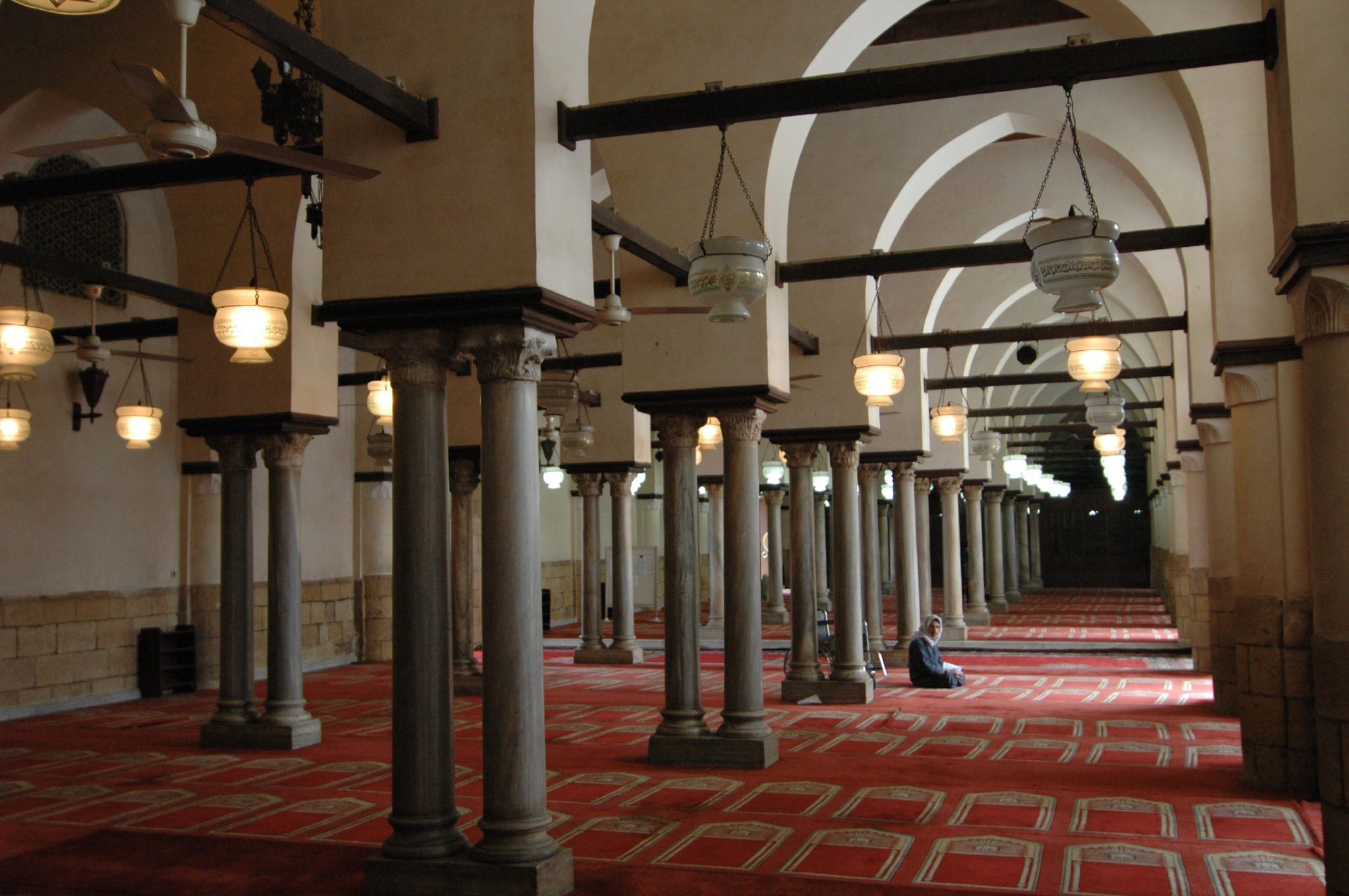
Sala de oración de la mezquita de Al-Azhar.

Los califas fatimíes siempre animaban a los eruditos y juristas a que realizaran sus círculos de estudio y reuniones en la mezquita, haciendo que se convirtiera en una madrasa, considerada una de las madrasas más antiguas que sigue en funcionamiento. En Al-Azhar se enseñaban distintas asignaturas, según Syed Farid Alatas, se incluían entre estas asignaturas Ley Islámica y jurisprudencia, gramática árabe, astronomía islámica, filosofía islámica y lógica. Asimismo, durante los fatimíes, la institución promovió el chiismo.

### Dinastía ayubí de Saladino
En el siglo XII, tras el derrocamiento de la dinastía Fatimí, Saladino (fundador de la dinastía suní ayubí) convirtió a al-Azhar en un centro de aprendizaje suní (de la escuela Shafi’i). Por consiguiente, “reunió todos los tesoros de la institución, incluídos los libros, y los vendió en un periodo de diez años. Muchos fueron quemados, arrojados al Nilo o llevados a un vertedero, cubiertos de arena [...]. Las cifras referidas a cuántos libros sufrieron este destino varían entre los 120.000 y los 2.000.000”.
Abd el-Latif daba lecturas de medicina islámica en al-Azhar, mientras que el filósofo judío Maimonides, según cuenta la leyenda, dio lecturas sobre medicina y astronomía en esta época, pero no hay pruebas históricas concluyentes que nos permitan corroborar esto. 
Saladino introdujo en Egipto el sistema de universidades, que adoptó la propia al-Azhar. Bajo este sistema, la universidad era una institución separada de la mezquita, con clases, dormitorios y biblioteca propios. 

### Sultanato mameluco
En el tiempo de los mamelucos, al-Azhar ganó influencia y prestigio. Estos establecieron sueldos para los profesores y estipendios para los estudiantes, así como una dotación para la institución. En 1340, se construyó un edificio más para que funcionara como universidad, fuera de la mezquita. Asimismo, a finales del siglo XIV, hubo una renovación de los edificios y se construyeron nuevas residencias para los estudiantes.
En esta época, aunque El Cairo contaba con otras 70 instituciones de enseñanza islámica, era al-Azhar a quien más eruditos atraía debido a su prestigio. Incluso Ibn Khaldun comenzó a impartir clases en al-Azhar en 1383. 

### Al-Azhar durante el Imperio Otomano

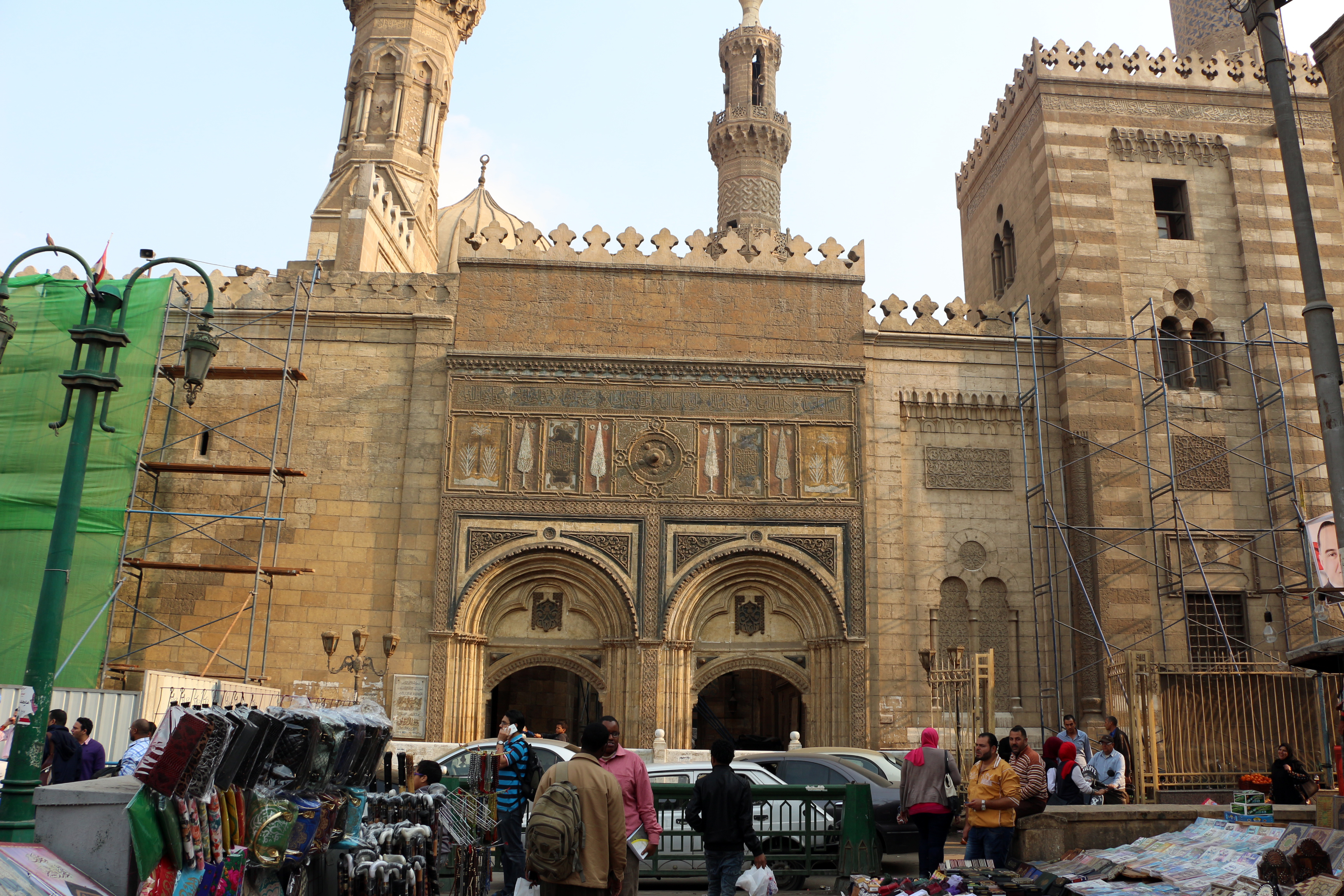
La Puerta de los Barberos, una de las entradas a la mezquita embellecida durante el Periodo otomano.

Durante el Imperio Otomano, el prestigio e influencia de al-Azhar llegó a tal punto que se convirtió en el referente de estudios islámicos en el mundo musulmán suní. Fue en esta época cuando el cargo de Sayj al-Azhar fue establecido, puesto que se ofrecía al erudito más destacado de la institución; antes del establecimiento del cargo, la dirección de al-Azhar no tenía por qué estar en manos de un erudito. En el año 1748, el pachá otomano intentó que al-Azhar añadiera a sus asignaturas las matemáticas, sin éxito alguno.
Bajo el dominio otomano Al-Azhar fue financieramente independiente, sostenida por medio de donaciones y, gracias a la tolerancia religiosa, los académicos eran libres de elegir sus campos de estudio y los textos. Durante los casi tres siglos de dominio otomano, estos nunca impusieron un Imán de origen turco como responsable de la universidad, reservando este honor a los egipcios. 
En esta época no existía aún un sistema de grados académicos, sino que el profesor era el encargado de decidir si el estudiante había aprendido lo suficiente como para entrar en el cuerpo de profesores. La media de la duración de los estudios era de seis años. A pesar de que no había burocracia, la enseñanza era rigurosa y larga. Los estudiantes estaban organizados en riwaq (una especie de fraternidades), que se formaban dependiendo la nacionalidad y la rama de la ley islámica que estos estudiaban. Cada riwaq era supervisada por un profesor, mientras que un rector, normalmente una especie de catedrático, vigilaba las finanzas. 

### Al-Azhar durante el periodo de formación del Estado moderno egipcio
La llegada del siglo XIX y el inicio de la modernidad en el mundo árabo-islámico trajeron consigo numerosos cambios que afectaron a al-Azhar, así como al país. 
Con todo, lo más importante es subrayar la fractura que se produce en este momento entre entre dos ideologías que se disputan la legitimidad del poder: por un lado, la corriente laica, que bebe de las fuentes occidentales y que reivindica la separación de Estado y religión; por otro, los ulemas como intérpretes de la ley divina, que reclaman su papel en una comunidad que se define como islámica. 
La primera opción es la que sale realmente triunfadora, mientras que los hombres de religión pierden el peso que ocuparon antes en el espacio público. A pesar de ello, los ulemas seguían siendo garantes de la religión, pero sus pautas serán marcadas por el nuevo Estado que pretende legitimar su poder.
Ese nuevo Estado en formación imprime una serie de cambios en la institución religiosa, a la que pretende someter, entre ellos:
- Favorece que al-Azhar se perfile como el centro religioso egipcio más importante.
- La regulación del diseño curricular de los estudios y la organización administrativa de al-Azhar, que tendrán como consecuencia directa la alteración de la concepción de la institución como universidad islámica tradicional.
- La inclusión de asignaturas como Matemáticas, Geografía o Ciencias Naturales, recién llegadas de Europa.
- En cuanto a organización administrativa, las reformas tienden a crear una estructura burocrática organizada, con un control de categorías del personal (1885), la creación de nuevos puestos administrativos y la institucionalización del cargo de Sayj al-Azhar (Gran Imam de al-Azhar) como máxima autoridad. La configuración de este título no pertenece al orden tradicional azharí, sino que se consolida como tal a partir de la ascensión al poder de Muhammad Alí y, sobre todo, con el proyecto de ley de 1899, por el que el Sayj al-Azhar se convertía en un cargo institucional y centro de la estructura azharí, al tiempo que se extienden sus funciones. Así, se convierte en cargo central de la jerarquía y ejerce un control casi completo de la institución.

Todas estas medidas configuran un nuevo orden en al-Azhar, tendente a introducir una jerarquía y una burocracia inexistente hasta entonces y que, en definitiva, hace a la institución mucho menos independiente de lo que tradicionalmente había sido. Las respuestas desde dentro de al-Azhar a las reformas son contradictorias y carecen de una postura unida. Dentro de la jerarquía de los ulemas hay quienes se oponen frontalmente a los cambios y quienes los impulsan. 
Con todo, lo cierto es que el posicionamiento de los ulemas de al-Azhar, tanto en cuestiones de política como en lo referente a la dirección y a los programas de reformas, así como las alianzas entre unos y otros, obedece en muchos casos a intereses particulares y a la coyuntura del momento; por lo que se puede afirmar que su orientación ideológica se manifiesta siempre subordinada a su pertenencia a al-Azhar y su visión de lo que debe ser la institución prevalece por encima de otras consideraciones de tipo político o ideológico.

#### La rivalidad entre al-Azhar y Dar al-Ifta
La evolución de al-Azhar viene acompañada de la creación en 1895 de Dar al-Ifta, organismo legalmente encargado de emitir fetuas solicitadas tanto por particulares como por el Estado. La creación de este nuevo organismo está estrechamente vinculada a la tendencia a la secularización del sistema judicial durante el mandato británico. Estas reformas tuvieron su repercusión en al-Azhar, que era quien tradicionalmente había ostentado las labores de magistratura. 
En un principio, Dar al-Itfta surge ligada a al-Azhar. De hecho, nace en su seno. Aunque será a partir de 1899 cuando ambas se separen por decisión de Muhammad Abduh, quien al asumir el cargo de Muftí de Egipto, decide dividir la dirección de las dos instituciones y que, por tanto, los títulos de Muftí y Sayj al-Azhar dejen de estar encarnados bajo la misma persona. Y es que, aunque ambos cargos se configuraron como la cumbre a la que aspiran los ulemas funcionarios dentro de la burocracia, es el cargo de Sayj al-Azhar el más prestigioso de los dos. 
La controversia generada por las reformas judiciales da lugar a una serie de leyes determinantes que sustituyen progresivamente la sharia por códigos basados en el derecho positivo occidental y los Tribunales Sar’iyya por Tribunales secularizados.
Asimismo, junto con al-Azhar, la nueva institución asume las competencias de la función de Ifta, lo que plantea una rivalidad clara entre ambas que ha dado origen en la última década del siglo XX a lo que se conoce como una “guerra de fetuas”.

### De la independencia de Egipto a la Revolución de los Oficiales Libres (1922-52)
Tras la independencia formal declarada unilateralmente por Gran Bretaña el 28 de febrero de 1922, Egipto se constituye como Estado independiente, con algunas concesiones para la potencia colonial y bajo un régimen de monarquía parlamentaria, encarnada en la persona del sultán Fuad, que pasa a ser el rey Fuad I. A partir de entonces, se inaugura un periodo marcado por las disputas políticas surgidas entre los nacionalistas y el rey, quien se apoya en partidos minoritarios y en al-Azhar, comprometida con la monarquía pues su financiación depende de ella. 
En estos años ocurrieron distintos sucesos que llevaron a que al-Azhar participara de manera distinta en la vida pública egipcia. Entre ellos destaca el papel que los discursos políticos dan a las instituciones religiosas, la abolición del califato, la actividad política de los Hermanos Musulmanes y la censura de al-Azhar a distintas obras de pensamiento secular.
La relación religión/Estado constituye uno de los temas centrales en los debates ya desde la formación de la Comisión encargada de elaborar la primera constitución egipcia en la que convergen fuerzas de dos bandos: por un lado, la monarquía aliada con los ulemas, y por otro, los secularistas democráticos; estos últimos consiguieron imprimir en la Constitución una tendencia a la secularización. Esto supuso una reacción de total rechazo por parte de al-Azhar, que vetaba cualquier propuesta que redujera su autoridad en materia legal. Según Vatikiotis, los ulemas producían su propio discurso en relación con la evolución política egipcia: “por un lado, insistían en que al-Azhar debía ser reformada de tal manera que no permaneciera inferior a las instituciones seculares del Estado y, por otro lado, que el gobierno retuviera la antigua posición tradicionalmente preeminente de al-Azhar y su papel en la sociedad”  
Con todo, la situación de los hombres de religión en el nuevo panorama egipcio se encuentra en proceso de evolución. 
- En lo legislativo, los ulemas ven limitado su poder en la esfera pública. De hecho, en el Parlamento su presencia está regulada como categoría inferior.
- Los presupuestos de la institución dependen del rey, así como el nombramiento de los altos cargos religiosos y la administración de los bienes awqaf.
- Todo ello situaba a los ulemas en una difícil posición, muy lejos de su tradicional independencia.

En cuanto al rechazo del Parlamento a que los ulemas participaran en la vida política, el caso más representativo es el del líder del Wafd, Saad Zaghloul, el antiguo alumno de al-Azhar consideraba que la institución y sus funciones tradicionales no tenían cabida en el Egipto contemporáneo.
En la misma época, tiene lugar un suceso que impactó a todo Oriente Medio: la abolición del Califato en Turquía el 3 de marzo de 1924, y la derogación de la ley islámica por el nuevo gobierno secular de Kemal Atatürk. Desde los sectores monárquicos egipcios se trató de restaurar el califato en la persona del rey Faud I. La participación de al-Azhar en estos sucesos fue notable, siempre a favor del rey, aunque al final no se llegara a ninguna solución.
Otro aspecto importante de este periodo sucede en 1928 y es el nacimiento de la asociación de Los Hermanos Musulmanes, con un mensaje basado en la unidad islámica. La relación que los Hermanos establecen con al-Azhar como institución es heterogénea. Por un lado, su fundador, Hassan al-Banna, es especialmente crítico con los ulemas que cree no supieron adaptarse a los nuevos tiempos y persistieron en métodos de enseñanza anacrónicos. Por otro lado, hay un acercamiento de distintos sectores azharíes con la asociación; acercamiento que se produce mientras los Hermanos Musulmanes cuentan con el apoyo de los sectores nacionalistas egipcios. Serán los estudiantes de la institución los que participen de manera más activa y constituyan un importante apoyo para los Hermanos durante la lucha nacionalista, pero no son los únicos. Figuras como el Sayj al-Azhar al-Maraghi también tiene un acercamiento con esta asociación, que le permitirá presionar en favor de su reelección en 1935. 
Junto a este, otra figura azharí, Ahmad Hasan al-Bakri, se muestra afín al ideario de los Hermanos Musulmanes. De hecho, cuando hablamos de acercamiento entre figuras de al-Azhar y los Hermanos, nos referimos a figuras azharíes que decidieron desmarcarse de las posturas más conservadoras dentro de la institución y alinearse junto a los postulados de la asociación de al-Banna. Con todo, la ruptura de los Hermanos Musulmanes y Nasser propició el enfriamiento de las relaciones entre azharíes y los Hermanos.
Así, la vieja élite conservadora azharí comienza a dejar paso a una nueva clase dirigente que bajo el nuevo régimen va a servir de aparato ideológico al servicio del ‘socialismo islámico’ de Nasser.
Antes de que se configurara la élite de ulemas comprometida con el régimen de Nasser, al-Azhar conoce un periodo convulso en los primeros años de la década de 1950. Al menos cinco jeques pasan por el cargo del Sayj al-Azhar en cinco años, lo que lleva al Consejo de Ministros a solicitar que el cargo sea elegido por el Consejo de Grandes Ulemas. Pese a la petición, sigue siendo el gobierno el encargado de la elección hasta 1961, fecha en que pasará a ser el propio Presidente de la República quien nombre al Sayj al-Azhar. 

### El desarrollo institucional de al-Azhar durante elNasserismo
La Revolución de los Oficiales Libres en julio de 1952 constituye uno de los principales eventos de la historia reciente de Egipto que ha marcado especialmente a al-Azhar; no solo por la participación de los azharíes en el levantamiento, sino, sobre todo, por las reformas que el nuevo régimen va a emprender, a partir de las cuales la institución perderá definitivamente su concepción tradicional como mezquita-universidad. La llegada al poder de Nasser y su proyecto de Estado supuso un cambio sustancial y afectó tanto a la estructura como a la función y objetivos de al-Azhar, que a partir de ahora será dirigida y controlada por el Estado, perdiendo su independencia por completo. Además, la década de los sesenta vino caracterizada por un proceso de reforma impuesto por el gobierno y con el objetivo de crear un cuerpo de funcionarios al servicio del Estado en la institución.
A partir del triunfo de la revolución, las medidas reformistas no surgen de la confrontación ideológica dentro y fuera de las instituciones religiosas, sino que vienen impuestas desde arriba con el propósito de ir creando un aparato ideológico al servicio del Estado. Es lo que se ha llamado “burocratización” de al-Azhar y “funcionarización”. Para ello, el primer paso fue el de promulgar una serie de leyes que condujeron al control progresivo de estas instituciones, que vinieron acompañadas de la creación de nuevos organismos con la misión de reforzar el control sobre dichas instituciones a la vez que asienta y difunde un programa socialista e islámico al servicio del régimen.
Unido a la promoción de una jerarquía de ulemas fieles al régimen, desde los primeros años de la Revolución una serie de reformas legislativas irán afectando a los organismos religiosos tradicionales hasta organizarlos tal y como los conocemos en la actualidad. Entre las reformas, cuatro aspectos son clave para comprender cómo afecta la reforma legislativa a las instituciones religiosas:
- La abolición de los Tribunales Religiosos en 1955
- La ley 103 de 1961 para la reforma de al-Azhar.
- La reforma de los awqaf ahliyya en 1955.
- El desarrollo de Dar al-Ifta.

### La jerarquía azharí en la década de los 70
Durante la década de los 70 se inicia en todo el mundo árabo-islámico un fenómeno que se conoce como “el despertar islámico” o “re-islamización” de las sociedades del sur del Mediterráneo, con especial atención a la aparición de los grupos islamistas radicales.
Se decidió utilizar el término islamismo para designar a pensadores y a grupos cuyos postulados, ideología o reivindicaciones se articulan desde la base del islam como principio organizador y como fuente de legitimidad a través de la cual se cuestionan la legitimidad del poder político que, a su vez, también se apropia del lenguaje del islam con el mismo fin.
Es en este periodo cuando la jerarquía azharí comienza a ser consciente de la competencia creciente a su autoridad y discurso religioso; ante ello, reaccionan reivindicando su autoridad respecto a la interpretación del conocimiento religioso frente a los líderes espirituales de las asociaciones islamistas. Sin embargo, la actitud de los dirigentes azharíes vuelve a no ser unívoca, como lo muestra el proceso contra los militantes de al-Takfir wa-l-Hiyra acusados del secuestro y asesinato del Sayj al-Dahabi, que pone de manifiesto la complejidad de las relaciones entre al-Azhar y el Estado cuando se trata de combatir el islamismo. Este caso, bien documentado por Malika Zhegal, parece un claro ejemplo tanto de ambigüedad de los ulemas como de trascendencia en la opinión pública. En lo que se refiere a la postura de los ulemas, la dificultad del Tribunal para encontrar un dictamen oficial de al-Azhar que condenara la acción y la utilización de un discurso religioso para cometer actos criminales es buena prueba de la voluntad de independencia respecto al Estado, por un lado y, por otro, de la afinidad entre ulemas e islamistas en ciertos postulados. De esta manera, aunque el Sayj al-Azhar del momento se une a las condenas públicas y combate el islamismo, asimila, a su vez, algunos de sus conceptos.
Si se tiene en cuenta el momento en que se producen estas declaraciones, que coinciden con un punto álgido sobre la aplicación de la sharia, se entiende la actitud beligerante del jeque con un gobierno cuyo máximo representante insiste en la separación de la religión y la política.

### Las instituciones religiosas en las décadas de 1980 y 1990
Son muchos los episodios que tienen lugar en los 80 y los 90 que ponen de manifiesto lo que será la tónica general en la actitud de los ulemas oficiales: la condena de la violencia y la deslegitimación de las reivindicaciones islamistas.
Por otra parte, el periodo de Mubarak viene marcado por una recuperación de espacios que al-Azhar había perdido tras la nacionalización. El juego político, dividido entre las fuerzas opuestas de islamistas y laicos, empuja a Mubarak a utilizar a los ulemas oficiales para encontrar un equilibrio que le permita gobernar: pero eso mismo les facilita el fortalecer sus estrategias de control de la sociedad en materia que tradicionalmente habían sido de su dominio y que básicamente se reducen al control de la producción intelectual y de la observancia de los preceptos religiosos por parte de la sociedad.

## División administrativa desde la Reforma de 1961
Es necesario incidir en que esta organización de al-Azhar viene a raíz de la ley 103 de 1961, la cual fue calificada como innovación y renovación de la antigua institución e incidía en tres aspectos esenciales: por un lado, impulsa la reorganización de al-Azhar en su doble faceta de mezquita y universidad, centralizándola y haciéndola dependiente del Estado; por otro, modernizar el sistema de enseñanza adaptándolo al sistema general de educación egipcio; y, por último, la creación de nuevos departamentos que responden al impulso general de formar una serie de instituciones dependientes de los organismos oficiales del Estado al servicio de este.

### El Consejo Superior de al-Azhar
El Consejo se dedica a los aspectos administrativos referentes a la docencia en la Universidad y en los Institutos Azharíes, a la financiación de todos los organismos que conforman la institución y a la “planificación y trazado de la política general de todo aquello que materialice los objetivos para los que fue creada al-Azhar al servicio del pensamiento islámico total”.
Está integrado por el Sayj al-Azhar, que tiene la presidencia del Consejo, el delegado de al-Azhar, el rector y los vicerrectores de la Universidad, los decanos más antiguos de las secciones de la institución en las provincias, el secretario general de la Academia de Investigaciones Islámicas, el consejero jurídico del Sayj al-Azhar, el delegado del Ministerio de Institutos Azharíes, el secretario general del Consejo Superior de al-Azhar, cuatro miembros de la Academia de Investigaciones Islámicas elegidos por los miembros de la misma por un periodo de dos años y, finalmente, por un delegado de cada uno de los siguientes ministerios: el de Awqaf, Justicia, Enseñanza y Educación, Asuntos de al-Azhar y Finanzas.

### La Academia de Investigaciones Islámicas y la Administración de Cultura y de Misiones Islámicas
El primer organismo tiene vocación académica y cultural que se prolonga fuera de Egipto para estrechar lazos con otros países islámicos y difundir el islam en el mundo, y el segundo se ocupará de la administración de todo lo referente a las misiones islámicas que al-Azhar envía al extranjero. Asimismo, la Academia coopera directamente con la Universidad de al-Azhar en la planificación de los estudios islámicos.
Está integrada como máximo por cincuenta miembros de entre los ulemas más importantes del islam, con un máximo de veinte ulemas que pueden ser de fuera de la RAU (República Árabe Unida). Además, para ser miembro del Consejo se deben cumplir cuatro requisitos: tener más de 40 años, ser conocido por su piedad y su temor de Dios en el pasado y en el presente, haber conseguido alguno de los certificados de enseñanza superior de al-Azhar o de alguna de las Facultades o Institutos Superiores de Estudios Islámicos y, por último, tener una producción científica importante en el ámbito de los estudios islámicos o haber impartido clases de cualquier materia de estos estudios por un periodo superior a cinco años, o que haya desempeñado alguna de las funciones islámicas en la justicia por un periodo no inferior a cinco años. 
Los organismos internos que conforman la Academia son cuatro: 
- El Consejo de la Academia
- El Congreso de la Academia
- La Secretaría General de la Academia
- La Ciudad de las Misiones Islámicas

### La Universidad de al-Azhar
La reforma que tiene lugar con la ley 103 de 1961 pretende renovar la estructura académica de la tradicional institución. En ese sentido, los objetivos son claros: mantener el prestigio de al-Azhar, renovar el currículum académico y asimilar el sistema de enseñanza azharí al proyecto general de educación de la República con la finalidad de dar oportunidades de trabajo a los licenciados y diplomados azharíes. 
Como consecuencia de esta gran reforma, el carácter modernizador que buscan dichas medidas se hace patente en el formato de la Majallat al-Azhar (revista oficiales de la Universidad de al-Azhar). Ya desde los años cincuenta la revista había empezado a incluir fotografías y, a partir de 1961, la voluntad por reflejar una imagen renovada de al-Azhar se hace más patente, apareciendo en las portadas imágenes de los laboratorios de ciencias, la biblioteca, alumnos en clases prácticas… todas ellas poco relacionadas con la imagen tradicional azharí. Además, la revista adopta un nuevo objetivo: hacerse eco de la relación de la institución con el Estado y el apoyo que esta da al régimen de Nasser. 

### Los Institutos Azharíes
La legislación sobre los institutos venía a terminar con un modelo tradicional de enseñanza que, para los años 60, seguía escapando del control del Estado. La nueva ley lo que hacía era controlar las escuelas estatales y los institutos azharíes asimilándolos a un sistema de institutos primarios y secundarios azharíes. La administración dependería de al-Azhar y del Ministerio de Educación y Enseñanza.

### La Comisión de Fetuas
La comisión se creó en agosto de 1935 con el objetivo de responder a las cuestiones legales planteadas por individuos o instituciones. Esta estaba compuesta por doce miembros e intentaba dar respuesta al creciente número de consultas que al-Azhar recibía tanto de Egipto como de otros países. La comisión es dependiente del Sayj al-Azhar (Gran Imam de al-Azhar), presidente de la misma. 
Además, el espíritu de la ley de someter a la institución al servicio del Estado va a verse también en esta comisión, pues las fetuas emitidas durante los años 60 por la jerarquía institucional van a suponer un importante apoyo para el gobierno, que utiliza a los expertos en ley islámica para legitimar sus políticas e iniciativas. El desarrollo de esta reorganización fue el golpe definitivo a la tradición y, tanto desde dentro como desde fuera de la institución, hoy día se interpreta como el fin de lo que fuera su grandeza. Se achaca a esta reforma la sumisión de la institución al gobierno, la disminución de la calidad de la enseñanza y, sobre todo, el final del símbolo de independencia y liderazgo de al-Azhar como institución islámica y egipcia que durante siglos preservó la esencia cultural islámica de la sociedad egipcia.

## Facultades

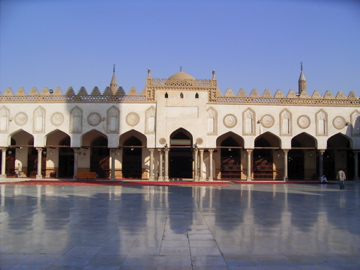
Mezquita de al-Azhar, en El Cairo.

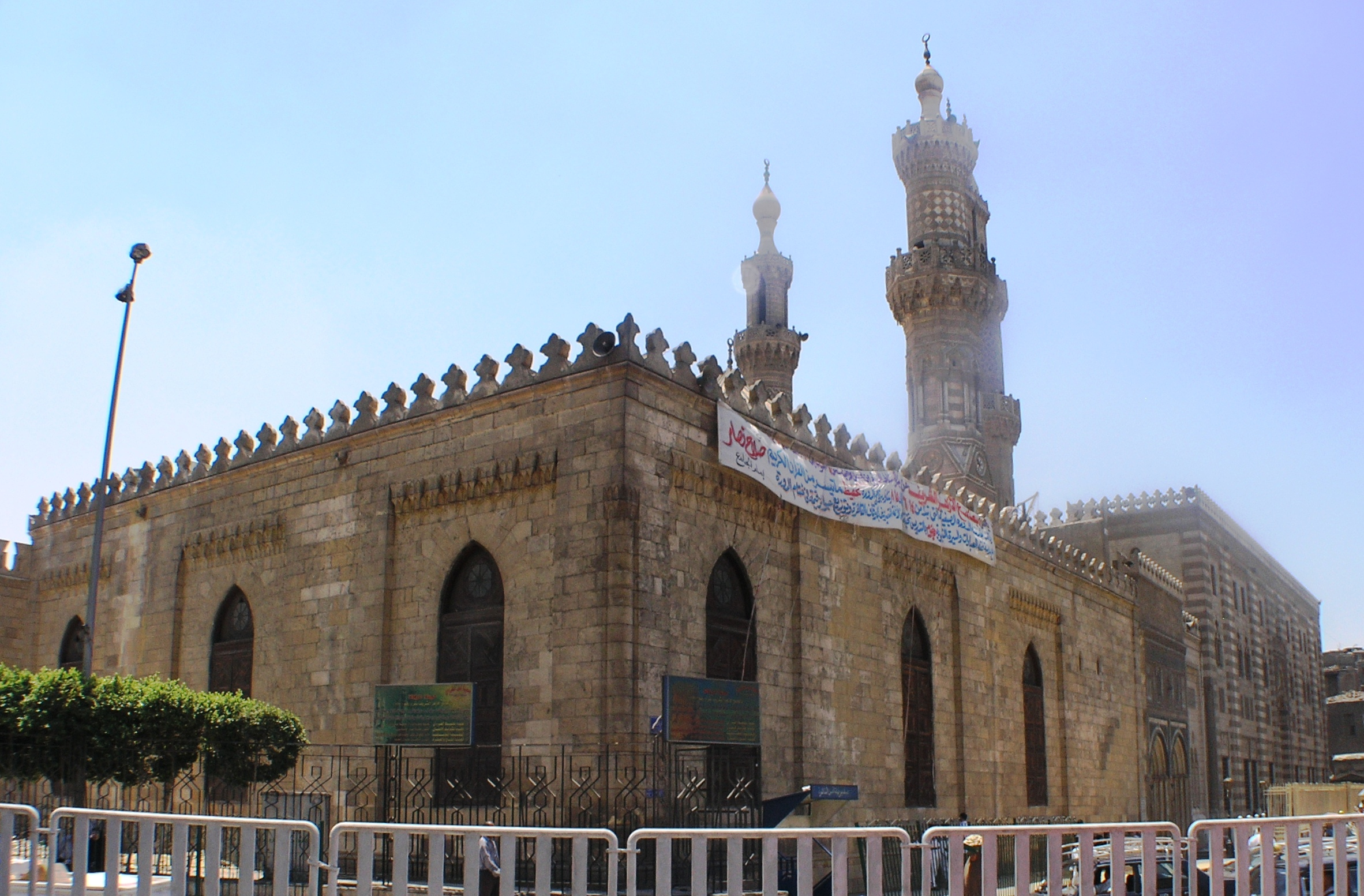
Vista exterior de la mezquita y universidad Al-Azhar.

En la actualidad la universidad Al-Azhar cuenta sedes en El Cairo y en otras ciudades egipcias como Asiut, Zagazig, Tanta, El Mansurá, Shibin el-Kom, Damanhur, Girga, Qina, Asuán, Damieta y Alejandría. Sus planteles se encuentran divididos por género.
Facultades para hombres (sede El Cairo):
- Facultad de Teología Islámica.
- Facultad de Leyes y Jurisprudencia Islámica.
- Facultad de Lengua Árabe.
- Facultad de Estudios Islámicos y Árabes.
- Facultad de Prédica Islámica.
- Facultad de Educación.
- Facultad de Lenguas y Traducción.
- Facultad de Ciencias.
- Facultad de Medicina.
- Facultad de Farmacia.
- Facultad de Odontología.
- Facultad de Agricultura.
- Facultad de Comercio.
- Facultad de Ingeniería.

Facultades para mujeres (sede El Cairo):
- Facultad de Estudios Islámicos y Árabes.
- Facultad de Humanidades.
- Facultad de Ciencias.
- Facultad de Medicina.
- Facultad de Comercio.

## Ideología religiosa

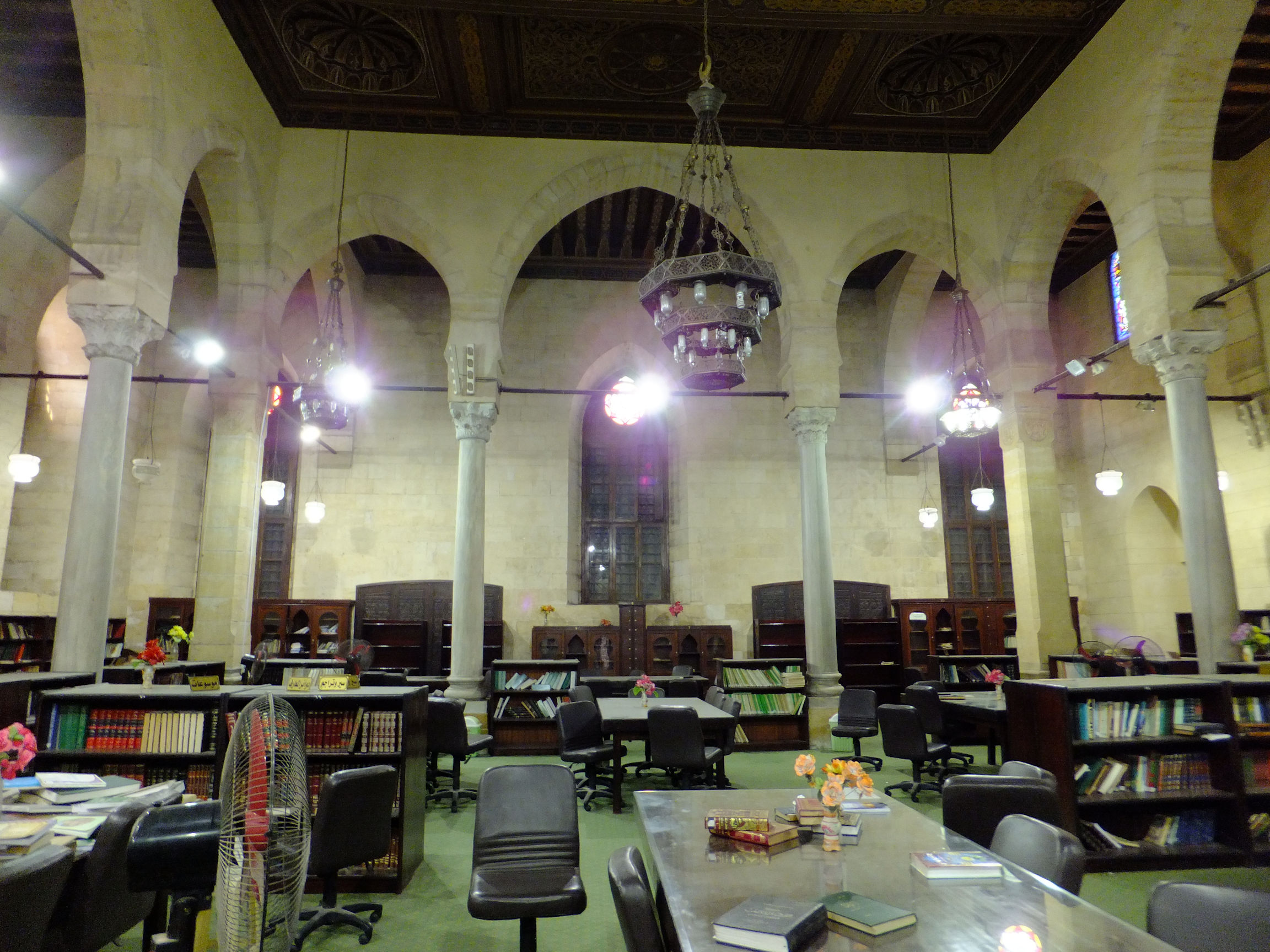
Una de las salas de estudio anexas a la mezquita

Históricamente, Al-Azhar contaba con miembros que representaban diversas opiniones dentro del islam. Las escuelas teológicas de al-Ash'ari y al-Maturidi estaban representadas.  La institución tiene una larga tradición en la enseñanza de las cuatro escuelas de jurisprudencia islámica suní (Hanafi, Maliki, Shafi y Hanbali). El muftí principal de cada escuela de pensamiento actuaba como decano, responsable de los profesores y estudiantes de ese grupo.En la época de los otomanos, el decano hanafí llegó a ocupar un cargo como primus inter pares. También contaba con miembros de las siete principales órdenes sufíes.
Según un informe de 2011 publicado por la Fundación Carnegie para la Paz Internacional, Al Azhar tiene un marcado carácter sufí:
La adhesión a una orden sufí ha sido durante mucho tiempo norma tanto para profesores como para estudiantes en el sistema de mezquitas y universidades de al-Azhar. Aunque al-Azhar no es monolítica, su identidad ha estado fuertemente asociada al sufismo. El actual Shaykh al-Azhar (rector de la escuela), Ahmed el-Tayeb, es un shaykh sufí hereditario del Alto Egipto que ha expresado recientemente su apoyo a la formación de una liga sufí mundial; el antiguo Gran Mufti de Egipto y alto erudito de al-Azhar Ali Gomaa es también un maestro sufí muy respetado..
Sin embargo, a principios del siglo XX, pensadores del modernismo islámico, como Muhammad Abduh, lideraron una reforma del plan de estudios, reintroduciendo el deseo de una reforma legal a través del ijtihad. Posteriormente, se produjeron disputas entre los intelectuales modernistas y los tradicionalistas dentro de al-Azhar.
Al-Azhar mantiene ahora una postura  que aboga por la "Wasatiyya" (centrismo), una reacción contra el textualismo extremo de los ideólogos salafíes. La Wasatiyya abarca una serie de pensadores, algunos de los cuales son intelectuales liberales con inclinaciones religiosas, predicadores como Yusuf al-Qaradawi y muchos miembros de los Hermanos Musulmanes. Sin embargo, desde el Golpe de Estado de 2013, Al-Azhar se ha posicionado en contra de la dicha organización.

## Personajes relacionados con la universidad

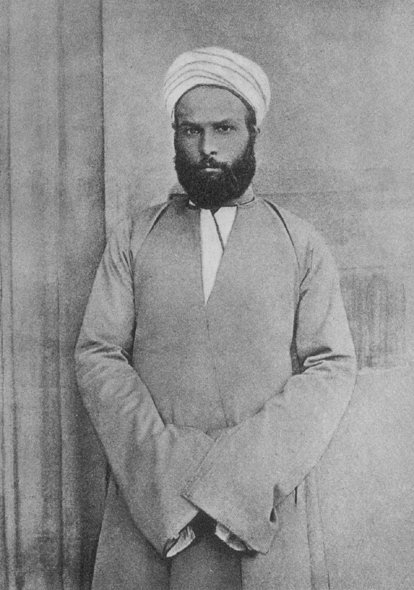
Muhammad Abduh, teólogo reformador y modernizador del Islam, fue alumno de Al-Azhar.

- Muhammad Abduh (1849-1905), fundador de la filosofía islámica moderna.
- Saad Zaghloul (1859-1927), político egipcio, primer ministro del país en 1924.
- Izzedin al-Qassam (1882-1935), fundador y líder de la organización para-militar palestina la Mano Negra.
- Hasan al-Banna (1906-1949), político egipcio fundador de los Hermanos Musulmanes.
- Taha Hussein (1889-1973), escritor modernista egipcio.
- Amin al-Husayni (1895-1974), gran mufti de Jerusalén entre 1921 y 1948, líder nacionalista palestino y principal aliado árabe del Tercer Reich.
- Taqiuddin al-Nabhani (1909-1977), teólogo y jurista islámico palestino, fundador del Partido de la Liberación.
- Muhammad Ma Jian (1906-1978), intelectual chino, traductor del Corán al chino.
- Houari Boumédiène (1932-1978), revolucionario y expresidente de Argelia.
- Ahmed Yasín (1937-2004), líder político palestino cofundador de Hamás.
- Abdurrahman Wahid (1940-2009), expresidente de Indonesia.
- Shire Jama Ahmed, lingüista somalí creador del alfabeto somalí latino moderno (en uso desde 1972).
- Maumoon Abdul Gayoom (1937-), expresidente de Maldivas.
- Yusuf al-Qaradawi (1926-2022), ulema de renombre internacional asentado en Catar y miembro de la Junta de Ulemas Principales de la universidad.
- Ali Gomaa (1952-), gran mufti de Egipto.